# Sigurd Syr
Sigurd Syr Halfdansson (nórdico antiguo Sigurðr Sýr) (970-1018) fue un caudillo vikingo y rey en Østlandet, Noruega. Hijo de Halfdan den grå Sigurdsson (apodado el gris), rey de Haðafylki.
Sigurd era copríncipe de Ringerike, un antiguo reino de Noruega, en el actual condado de Buskerud. Por su matrimonio con Åsta Gudbrandsdatter, hija de Gudbrand Kula, era padrastro del rey Olaf II el Santo. Su apodo Sýr puede traducirse como "sembrar", pero se desconoce la razón. El historiador Peter Andreas Munch sugiere que era por su actividad agrícola al arar la tierra como un cerdo, pero bien podría ser por cualquier otro motivo.
Las sagas son testimonios de la vida de muchos personajes contemporáneos, en particular la saga Heimskringla del escaldo islandés Snorri Sturluson que, en el caso de Sigurd Syr, menciona que era hijo de Sigurd Rise rey de Hadafylki y por lo tanto nieto del rey Harald I de Noruega. No obstante, muchos historiadores modernos coinciden que la genealogía del rey Harald es inventada en su mayor parte. Existen dudas sobre la figura de Sigurd Rise, hijo del rey Harald y una mujer sami llamada Snæfrid.
Heimskringla cita que Sigurd Syr era un hombre prudente, taciturno y generalmente modesto, aunque era rico. Era conocido como un buen gestor de sus propiedades, donde se involucraba personalmente, también era un hombre sabio y pacífico. No fue aficionado a la pompa y ceremoniales de la corte, pero jugó su papel en la historia como se esperaba.
Sigurd Syr fue bautizado como cristiano en 998. Según Heimskringla, el rey Olaf I de Noruega fue a Ringerike difundiendo su fe, Sigurd Syr y su esposa permitieron su bautizo voluntariamente. Sigurd no era personalmente ambicioso, pero sin embargo apoyó totalmente las ambiciones de su hijastro Olaf. En 1014, con éxito presentó una moción a sus pares, los otros reyes noruegos, para que apoyasen una nueva guerra contra Suecia, Dinamarca e Inglaterra que comenzó en 1015. Esta guerra era una causa particular del rey Olaf.

## Herencia
Se casó con Tora Ranesdatter, hija de Rane smalnese Hroison Mjonev (apodado el gran viajero, n. 932), un caudillo del reino de Grenland. Tuvo varios hijos: 
- Guttorm (n. 998);[12][13]
- Ingrid (n. 1010), se casó con Nevstein Stallare Haldorsson (c. 1012-1050), Stallari real;[4][14]
- Halfdan (n. 989) quien le sucedió en el gobierno de Hadafylke;
- Gunnhild (n. 1000),[15] casó con Ketil Kalv de Ringanes;[16]
- Harald Hardrade.